# WR 104
WR 104 är en trippelstjärna i den mellersta  delen av stjärnbilden Skytten. Den har en skenbar magnitud av ca 13,28 och kräver ett kraftfullt teleskop för att kunna observeras. Baserat på parallax enligt Gaia Data Release 2 beräknas den befinna sig på ett avstånd av ca 8 400 ljusår (ca 2 580 parsec) från solen. Primärstjärnan är en Wolf–Rayet-stjärna (förkortad WR), som har en huvudseriestjärna av spektralklass B0.5 i dess omloppsbana och en annan mer avlägsen svagare följeslagare.
WR-stjärnan är omgiven av en distinkt spiral Wolf-Rayet-nebulosa, ofta kallad en pinwheelnebulosa. Dubbelstjärnans rotationsaxel, och sannolikt för de två närmaste stjärnorna, är riktad ungefär mot jorden. Inom de närmaste hundratusen åren förutspås Wolf-Rayet-stjärnan genomgå en kärnkollapssupernova med en liten risk att producera en långvarig gammastrålning.
Möjligheten att en supernovaexplosion från WR 104 skulle få destruktiva konsekvenser för livet på jorden väckte intresse i massmedia och flera populärvetenskapliga artiklar har publicerats i pressen sedan 2008. Vissa författare har valt att förkasta det katastrofala scenariot, medan andra lämnar det som en öppen fråga. 

## System
Wolf–Rayet-stjärnan som producerar det karakteristiska emissionslinjespektrumet för WR 104 har en upplöst följeslagare och en olöst spektroskopisk följeslagare, som tillsammans bildar en trippelstjärna.
Det spektroskopiska paret består av Wolf–Rayet-stjärnan och en B0.5 huvudseriestjärna. WR-stjärnan är visuellt 0,3 magnituder svagare än huvudseriestjärnan, även om WR-stjärnan vanligtvis anses vara primärstjärnan, eftersom den dominerar spektrets utseende och är mer lysande. De två är i en nästan cirkulär bana åtskilda med cirka 2 AE, vilket skulle vara cirka en millibågsekund på det antagna avståndet. De två stjärnorna kretsar kring varandra med en omloppsperiod av 241,5 dygn med en liten lutning (det vill säga nästan vänd mot varandra).
Den visuellt upplösta följeslagaren är 1,5 magnituder svagare än det kombinerade spektroskopiska paret och ligger separerad med nästan en bågsekund. Den tros vara fysiskt förbundna, även om omloppsrörelse inte har observerats. Utifrån färgen och ljusstyrkan förväntas de vara en het huvudseriestjärna.

## Struktur

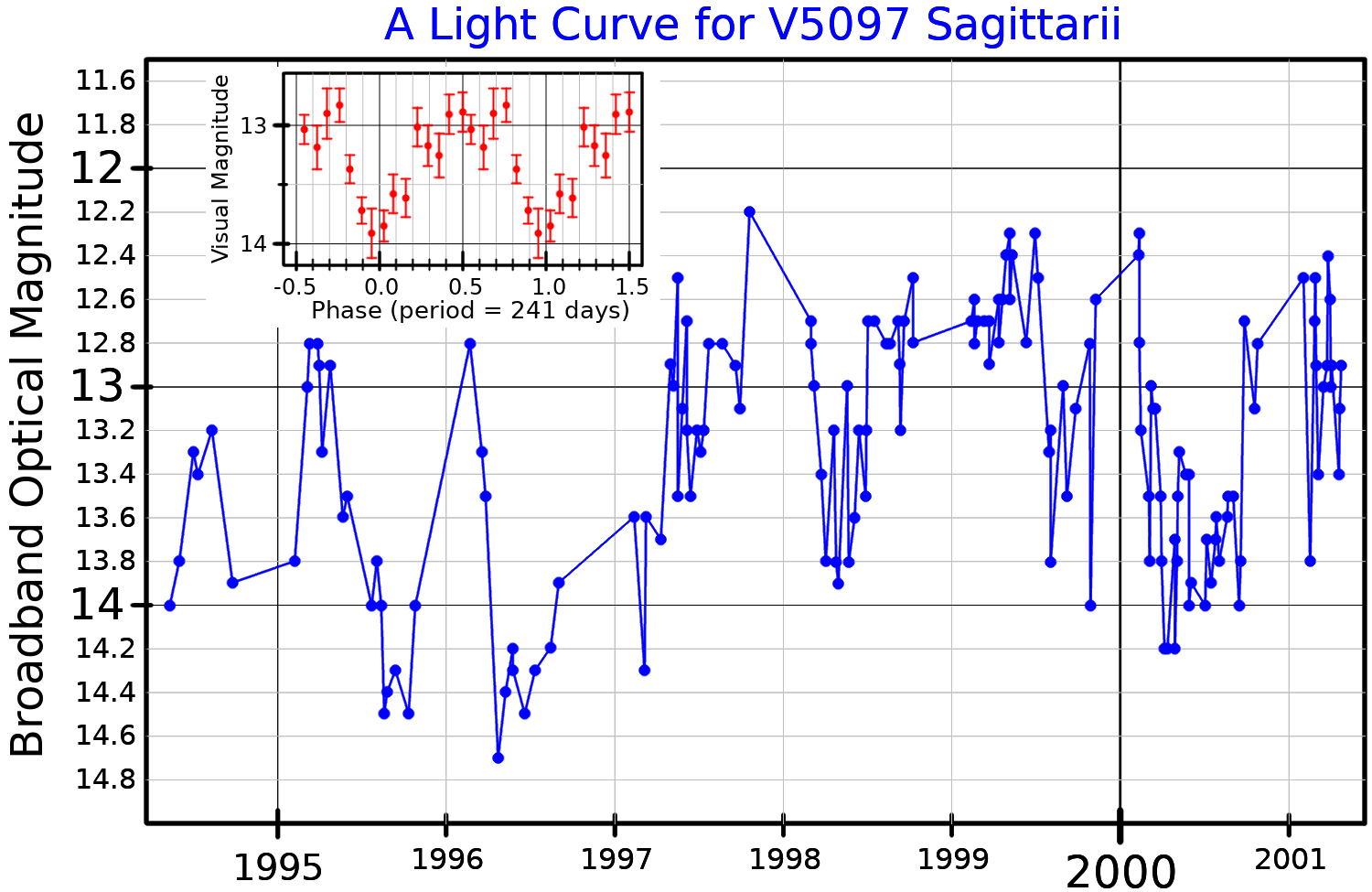
Bredbandsoptiska och visuella ljuskurvor för V5097 Sagittarii. Huvuddiagrammet visar den långsiktiga variabiliteten och det infällda diagrammet visar den periodiska variabiliteten. Plottad från Kato et al. (2002)

Det binära systemets rotationsaxel är riktad ungefär mot jorden med en uppskattad lutning på 0 till 16 grader. Detta ger en fördelaktig betraktningsvinkel för att observera dubbelstjärnan och dess dynamik. Upptäckt som en del av Keck Aperture Masking Experiment är WR 104 omgiven av en distinkt Wolf-Rayet-nebulosa med över 200 astronomiska enheter i diameter som bildas av interaktion mellan de två stjärnornas stjärnvindar när de roterar och kretsar. Nebulosans spiralformade utseende har lett till att namnet Pinwheelnebulosa används. Nebulosans spiralstruktur består av stoft som skulle förhindras från att bildas av WR 104:s intensiva strålning om det inte vore för stjärnans följeslagare. Området där stjärnvinden från de två massiva stjärnorna samverkar komprimerar materialet tillräckligt mycket för att stoftet ska bildas, och systemets rotation orsakar det spiralformade mönster. Det runda utseendet på spiralen leder till slutsatsen att systemet ses nästan på polen, och en nästan cirkulär omloppsperiod på 220 dygn hade antagits från utflödesmönstret för pinwheel.

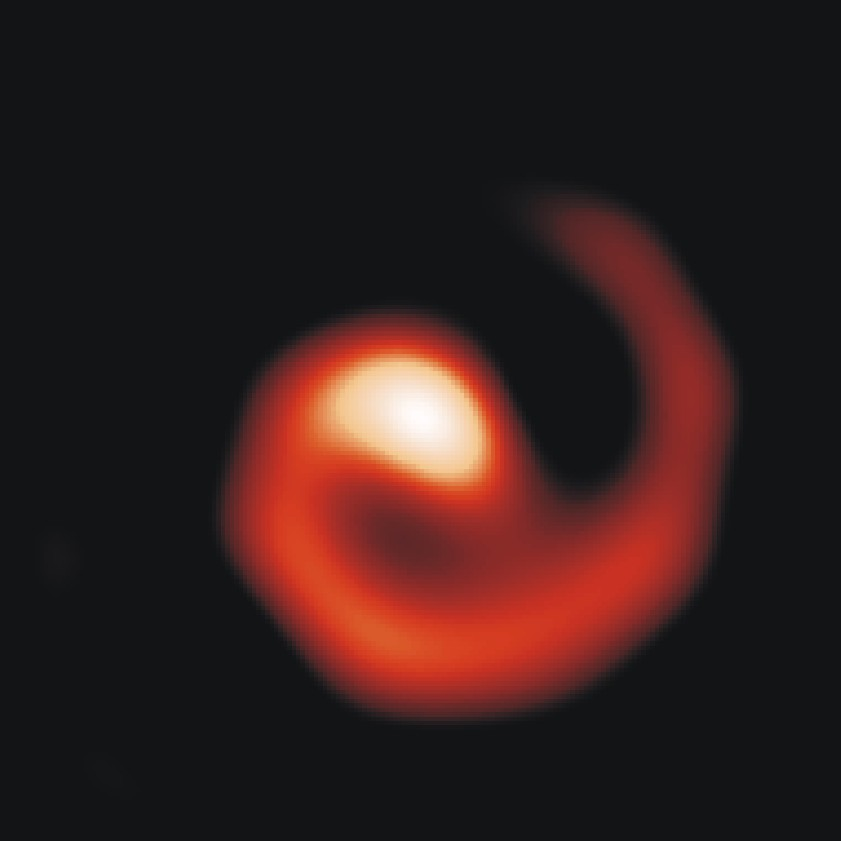
WR 104

WR 104 visar frekventa förmörkelsehändelser såväl som andra oregelbundna variationer i ljusstyrka. Den ostörda skenbara magnituden är runt 12,7, men stjärnan är sällan på den nivån. Förmörkelserna tros vara orsakade av stoft som bildas från utstött material, inte av följeslagaren.

## Egenskaper
Primärstjärnan i WR 104 är en stjärna av spektralklass WC9d/B0.5 V. Den har en massa motsvarande ca 10 solmassor, en radie beräknad till 3,29 solradier och utsänder från dess fotosfär energi motsvarande ca 40 000 gånger solen vid en effektiv temperatur av ca 45 000 K. Den förbundna följeslagaren (OB) är en stjärna av spektralklass O8 V. Den har en massa motsvarande ca 20 solmassor, en radie av ca 10 solradier och utsänder från dess fotosfär energi motsvarande ca 80 000 gånger solen vid en effektiv temperatur av ca 30 000 K. Den mindre obundna följeslagaren är en stjärna av spektralklass O5 V. Den har en radie beräknad till 7,98 solradier och utsänder från dess fotosfär energi motsvarande ca 68 000 gånger solen vid en effektiv temperatur av ca 33 000 K.

## Supernovafader
Båda stjärnorna i WR 104-systemet förutspås sluta sina dagar som kärnkollapssupernovor. Wolf-Rayet-stjärnan är i slutfasen av dess livscykel och förväntas förvandlas till en supernova mycket tidigare än OB-stjärnan. Det förutspås att inträffa någon gång inom de närmaste hundratusen åren. Med den relativt korta närheten till solsystemet har frågan om WR 104 kommer att utgöra en framtida fara för livet på jorden väckts.